# Mia St. John
Mia St. John (née Mia Rosales) est une boxeuse professionnelle américaine d'origine mexicaine née le 24 juin 1967 à San Francisco, Californie. Elle est également championne de taekwondo et mannequin.

## Carrière
Diplômée de psychologie de l'université de Californie, elle participe à des tournois de taekwondo durant lesquels elle totalise vingt-sept victoires pour 1 défaite. Elle fait du mannequinat pour payer ses études, et fait la couverture du magazine de charme Playboy en novembre 1999.
Elle épouse Kristoff St. John, acteur de la série Les Feux de l'amour, dont elle divorce. Elle a deux enfants de ce premier mariage, Julian et Paris. Elle a aussi travaillé pour l'organisateur sportif Don King.
À vingt-neuf ans, Mia St. John entame une carrière de boxeuse professionnelle. Son premier combat a lieu le 14 février 1997 où elle bat par KO Angelica Villain en 54 secondes, ce qui lui vaut le surnom de The Knockout.